# ۴۷ (عدد)
۴۷ (عدد)
۴۷(چهل و هفت) یک عدد طبیعی است که بعد از ۴۶ و قبل از ۴۸ قرار دارد.
اگر مرکز کعبه را نقطه مرکزی در نظر بگیریم زاویه بین محل شروع و پایان طواف و مقام ابراهیم بیابیم این زاویه 47 درجه است و در ادامه 313 درجه تا پایان یک دور طواف میگذرد.